# Tableau de la situation aérienne
Un Tableau de situation aérienne ou Recognized air picture (RAP) (en français littéralement: image aérienne reconnue) est une liste (théoriquement) complète de tous les aéronefs en vol dans un espace aérien particulier, avec chaque aéronef identifié comme ami ou hostile, et contenant idéalement des informations supplémentaires telles que le type d'aéronef, le numéro de vol et le plan de vol. Les informations peuvent provenir d'un certain nombre de sources différentes, y compris militaires radar, civils contrôleurs aériens et alliés nations ou multinationales venant d'organisations telles que l'OTAN.

## Description
Pour les États-Unis et le Canada, la Recognized Air Picture est maintenue en permanence par le NORAD à la Peterson Air Force Base (avec le Cheyenne Mountain Complex comme réserve)
.
Au Royaume-Uni, il est entretenu par le United Kingdom Combined Air Operations Centre au RAF Air Command à RAF High Wycombe.
Pour le reste de l'Europe, l'OTAN a un programme Air Command and Control System en cours pour unifier les différents systèmes utilisés par les membres de l'OTAN dans toute l'Europe.